# Víctor Baldo
Víctor Fabián Baldo (San Nicolás, Argentina, 4 de març de 1977) és un exjugador de bàsquet argentí.

## Trajectòria esportiva

### Clubs
- 1994-98: Liga LNB. ARG. Regatas San Nicolás
- 1998-01: Liga LNB. ARG. Estudiantes Olavarría
- 2001-02: Lliga LEB. Lucentum Alacant
- 2002-03: Lliga ACB. Lucentum Alacant
- 2003-08: Lliga ACB. Kalise Gran Canària
- 2008-09: Lliga LEB Oro. Cb Valladolid
- 2008-09: Lliga ACB. Tau Ceràmica
- 2009-10: Lliga ACB. CB Valladolid
- 2010-11: Lliga ACB. CB Gran Canaria
- 2010-11: LEB Or. Autocid Ford Burgos.

### Palmarès
- Campió de l'Adecco LEB Oro i ascens a l'ACB amb el CB Valladolid la temporada 2008-09.
- Subcampió de la Lliga ACB amb el Tau Ceràmica la temporada 2008-09.
- Ascens a l'ACB i campió de la Lliga LEB la temporada 2001-02 amb el Lucentum Alicante.
- Campió de la Copa Príncep d'Astúries (LEB) la temporada 2001-02 amb el Lucentum Alicante.
- Internacional amb la selecció nacional absoluta de l'Argentina des de 2000
- Campió de la lliga LNB (Argentina) amb l'Estudiants Olavarría les temporades 1999-2000 i 2000-01
- Vencedor del Campionat Panamericà de clubs amb l'Estudiants Olavarría la temporada 1999-2000
- Vencedor del Campionat Sud-Americà de clubs amb l'Estudiants Olavarría la temporada 2000-01
- Campió de la Lliga Sud-Americana de clubs amb l'Estudiants Olavarría la temporada 2000-01
- Elegit Millor Sisè Home de la lliga LNB la temporada 2000-01
- Participant en l'All Star de la lliga LNB la temporada 2000-01[1]